# 勝願院

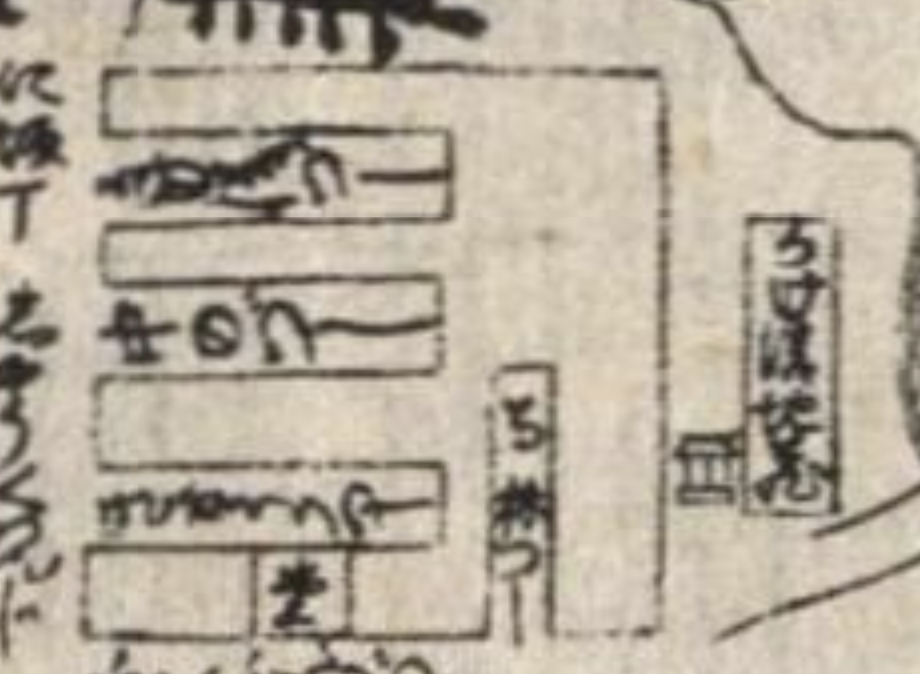
天保15年 和州奈良之絵図
左方最上段に景清辻子、右方に景清地蔵が見える

勝願院（しょうがんいん）は、奈良県奈良市にかつてあった寺院。
現在は新薬師寺にある景清地蔵がかつて安置されていたため、景清地蔵堂とも呼ばれた。

## 所在

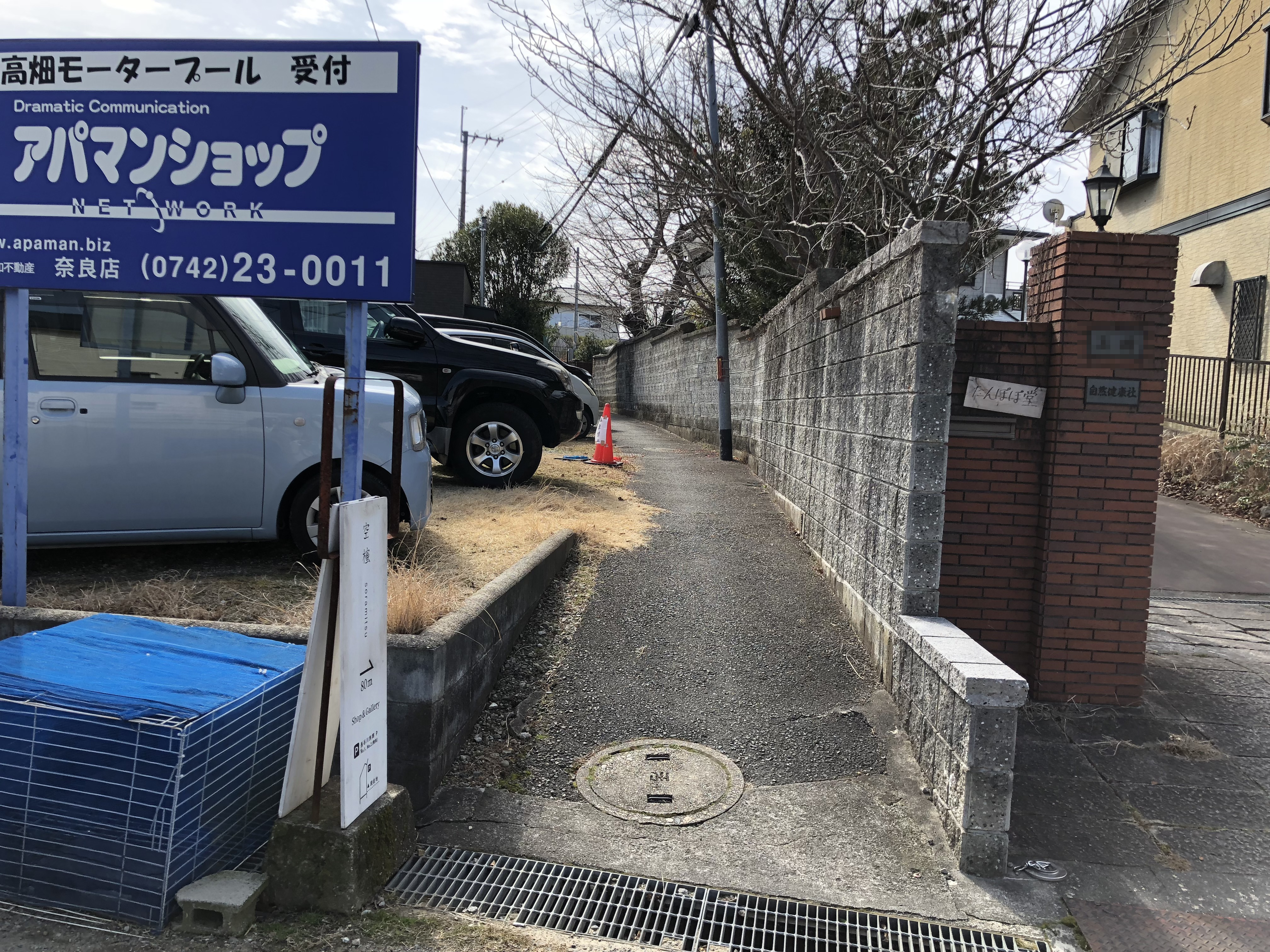
現在の景清辻子：北方から

現在の高畑町のうち勝願院の建っていた場所はかつて勝願院町と呼ばれたが、行き止まりの辻子であって、この寺(景清地蔵堂)があったため景清辻子とも呼ばれた。この景清辻子は隔夜寺のある客養寺町の南、喜虎辻子・中之辻子の東方にあったと地誌に記録されている。近世の絵図では、不空院の東方に3つの北から南に延びる行き止まりの辻子が描かれており、そのうちもっとも東の辻子に景清辻子の記載が見える。この辻子の東方に西面して勝願院があったと伝わる。
天保年間の『和州奈良之図』以降の絵図では、景清辻子とは少し離れた、新薬師寺・鏡神社の東から東南付近に、景清辻子とは別に『景清地蔵』との記載が描かれている。『平城坊目遺考』では、勝願院の堂は廃れたため、景清地蔵は新薬師寺の傍に移されたとの記録があるが、この記録に該当する移動の可能性がある。ただし、幕末〜明治最初期頃の状態を描いたとみられる地図『春日神官住居大略地図』では、旧来と同じく景清辻子東方に景清堂が描かれている。

## 歴史
往古は興福寺の別院であったとされる。近世には艸堂一宇と景清地蔵一躯が残されており、東北の傍には弁財天小社があって、社殿下の石窟に一円鏡が納め祀られていたという。享保3年(1718年)3月23日、勝願院は焼亡し、景清地蔵は煙の中から救い出されたものの損壊した。享保6年(1721年)に堂宇が再建され、景清地蔵も修理され再度安置されたという。
その後、堂宇廃亡に及んで景清地蔵は新薬師寺の傍に移されたとの記録があり、さらに明治2年(1869年)、新薬師寺の所蔵となった。

## 景清伝説
西海に落ち延びていた平景清が、東大寺大仏殿供養の日に源頼朝を暗殺するため奈良を訪れ、景清辻子に住んでいた老母を訪ねてここに匿れ住んでいたとの伝説が、いくつかの地誌に記録されている。老母は持仏の地蔵尊を勝願院に祀っていたが、景清は自分の持つ弓の鉾をこの地蔵の錫杖の柄とした。これが今に伝わる景清地蔵だという。または一説に、景清地蔵の細く瞳のない両眼は、景清の盲目の相を写したとの記載もある。勝願院東北にあった弁財天小社に納められていた一円鏡も、この老母の納めたものだともいう。
実際には、建久6年(1195年)3月13日の大仏供養で頼朝が京にいた際、既に景清は捕らえられて鎌倉にいたため、奈良に居たはずはない。また、『景清地蔵』の項で説明されている通り、『景清地蔵』はその元となる『おたま地蔵』が、嘉禎2年(1236年)に亡くなった実尊の追善のために造られたことがわかっており、景清の時代とは時期が合わない。『奈良坊目拙解』などではこの伝説の虚実について、(1)大仏供養の日、大衆と警固の梶原景時との間で諍いが発生した事件があった (2)同じく大仏供養の日、平氏落人の盛国という者が、頼朝暗殺を画策して露呈し捕らえられた(3)景清の兄、上総五郎兵衛尉忠光が、鎌倉で御堂造営の人夫に紛れ、頼朝暗殺を狙い捕らえられた、といったようないくつかの事件が景清の行業と混同され、伝説が生じたのであろうと推察している。